# Ryō Adachi
Ryō Adachi (jap. 安達亮 Adachi Ryō; ur. 2 lipca 1969) – japoński piłkarz występujący na pozycji napastnika.

## Kariera piłkarska
W 1992 roku występował w Yokohama Flügels.

## Kariera trenerska
Po zakończeniu piłkarskiej kariery pracował jako trener w Vissel Kobe.